# Georges Schwob d'Héricourt
Georges Schwob d'Héricourt (Lure, 21 gennaio 1864 – Aix-en-Provence, 30 agosto 1942) è stato un imprenditore francese.
Era un uomo d'affari francese coinvolto in una vasta gamma di iniziative in Francia e nelle sue colonie. Fu anche responsabile delle esposizioni delle colonie francesi in varie esposizioni internazionali.

## Biografia
Georges Schwob d'Héricourt nacque a Lure, Haute-Saône il 21 gennaio 1864, figlio di Eugène Georges Schwob d'Héricourt (1830–1912) e Clarisse Anna Cahen (1836–1919).
Georges Schwob d'Héricourt si è laureato presso la HEC Paris. Sposò Emma Gradis, di un'antica famiglia ebrea di Bordeaux proprietaria della Société française pour le commerce avec les colonies et l'étranger, un'impresa commerciale.
Georges Schwob d'Héricourt iniziò la sua carriera in piccole imprese minerarie. Fu anche coinvolto nelle compagnie tranviarie e nella Société d’électricité et d’automobile Mors. Il settore automobilistico di questa azienda fu acquisito nel 1907 da André Citroën, e Schwob entrò a far parte delle attività Citroën.
Dal 1900 Schwob si dedicò all'organizzazione di esposizioni coloniali. Fu nominato Cavaliere della Legion d'Onore per l'esposizione del 1903 ad Hanoi. Contribuì all'organizzazione dell'esposizione coloniale francese all'Esposizione Universale di St. Louis del 1904, fu responsabile della sezione Commercio e Colonizzazione all'Esposizione Universale di Liegi del 1905 e della sezione Commercio e Industria all'Esposizione Coloniale Nazionale del 1907. Fu promosso Ufficiale della Legion d'Onore nel 1908. In quel periodo fu membro del Consiglio Supremo delle Colonie e del Consiglio Amministrativo dell'Ufficio Coloniale, vicepresidente del Comitato Nazionale delle Esposizioni Coloniali e consigliere per il Commercio Estero della Francia. Fu responsabile della sezione delle colonie francesi all'Esposizione Franco-Britannica del 1908 e fu nominato commissario della sezione delle colonie francesi all'Esposizione Internazionale di Bruxelles nel 1910.
Nel novembre 1915 Schwob venne riconfermato nel consiglio di amministrazione della Banque de l'Afrique Occidentale (BAO).
Dal gennaio 1926 rappresentò la BAO nella nuova Banque de Madagascar. Nel dicembre 1932 successe ad Auguste-Raphaël Fontaine come presidente delle Distilleries de l’Indochine, ricoprendo tale incarico fino all'inizio dell'occupazione giapponese nella Seconda guerra mondiale (1939-1945). Divenne vicepresidente della BAO nel 1933. Nell'autunno del 1934 fu eletto direttore della Banque des produits alimentaires et coloniaux. Nel 1937 fu presidente de La Réunion française, una compagnia assicurativa, ma in conformità con la legge antiebraica del 1940 si dimise da questa carica, pur rimanendo direttore fino all'inizio del 1941. Schwob morì ad Aix-en-Provence il 30 agosto 1942.